# Primeira circunavegação aérea

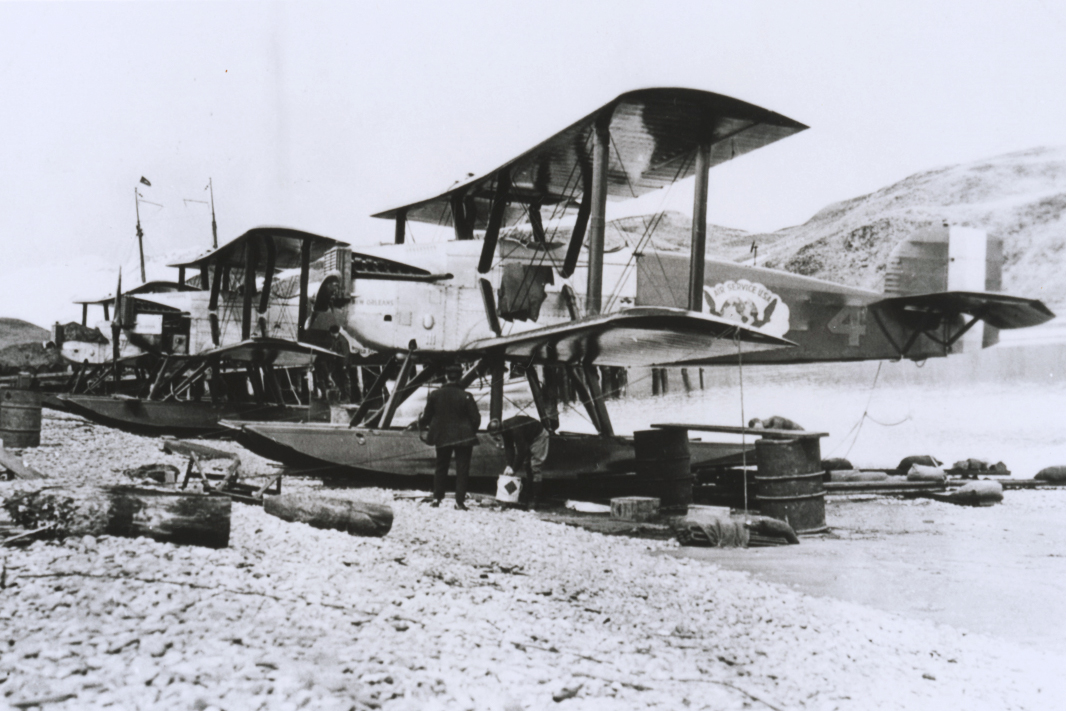
Fotografia de três aeronaves Douglas World Cruiser em uma praia, Alasca, 1924. O "New Orleans" está em primeiro plano.

A primeira circunavegação aérea do mundo foi concluída em 1924 por quatro aviadores de uma equipe de oito homens do Serviço Aéreo do Exército dos Estados Unidos, o precursor da Força Aérea dos Estados Unidos. A jornada de 175 dias, de abril a setembro, cobriu mais de 26 345 milhas (42 398 km).  A equipe geralmente viajava de leste a oeste, ao redor da orla norte do Pacífico, através do sul da Ásia e da Europa e de volta aos Estados Unidos. Os aviadores Lowell H. Smith e Leslie P. Arnold, e Erik H. Nelson e John Harding Jr. fizeram a viagem em dois Douglas World Cruisers (DWC) monomotores de cabine aberta configurados como hidroaviões durante a maior parte da viagem. Aeronaves líderes Chicago e o New Orleans completaram a expedição. Mais quatro passageiros em dois DWC adicionais começaram a jornada, mas suas aeronaves caíram ou foram forçadas a pousar. Todos os aviadores sobreviveram. Eles foram premiados com a Medalha de Serviço Distinto e o prêmio de aviação do Troféu Mackay em 1924.

## Itinerário
O voo viajou de leste a oeste, começando em Seattle, Washington, em abril de 1924 e retornando ao seu ponto de partida em setembro. Ele voou para noroeste até o Alasca; através das ilhas do Pacífico norte até o Japão e depois o sul da Ásia; para a Europa e o Oceano Atlântico. O ponto mais ao sul da rota era Saigon, no Vietnã (10° N), enquanto a parada mais ao norte era em Reykjavík, Islândia, a 64°08' N. As paradas para reabastecimento foram:
- Estados Unidos: Sand Point, Lake Washington, Seattle, Washington 6 de abril de 1924
- Canadá: Seal Cove, Prince Rupert, Colúmbia Britânica
- Alasca: Sitka, Seward e Chignik
- Ilhas Aleutas: Porto Holandês, Atka e Attu
- União Soviética: Ilha de Bering
- Japão: Paramushiru, Hitokappu, Minato, Lago Kasumigaura, Kushimoto e Kagoshima
- China: Xangai, Baía de Tchinkoen (Qingchuan), Amoy (Xiamen)
- Hong Kong
- Indochina Francesa (Vietnã): Golfo de Tonkin (Haiphong), Tourane (Da Nang), Huế (somente Chicago) e Saigon (cidade de Ho Chi Minh)
- Tailândia: Bangkok
- Raj Birmânia: Tavoy (Dawei), Rangum e Akyab (Sittwe)
- Raj Índia: Chittagong, Calcutá, Allahabad, Ambala, Multan, Karachi
- Pérsia: Chabahar, Bandar Abbas e Bushehr
- Iraque: Bagdá
- Síria: Aleppo
- Turquia: Istambul
- Romênia: Bucareste
- Hungria: Budapeste
- Áustria: Viena
- França: Estrasburgo e Paris
- Reino Unido: Croydon (Londres); Brough (Yorkshire); Scapa Flow (Kirkwall, Orkney)
- Islândia: Hornafjörður e Reykjavík
- Groenlândia: Fredricksdal e Ivigtut (Ivittuut)
- Terra Nova e Labrador: Cócegas geladas e Hawkes Bay
- Canadá: Pictou Harbor, Nova Escócia
- Estados Unidos: Casco Bay, Maine; Boston, Massachusetts; Mitchell Field, Nova York; Bolling Field, Washington, D.C. Nos EUA – 14 cidades em nove estados; e Seattle, Washington: 28 de setembro de 1924